# 吉貝林江西古宅
吉貝林江西古宅，是位於台灣澎湖縣白沙鄉吉貝村的宅第建築，於2013年3月18日登錄澎湖縣歷史建築。

## 歷史
位於吉貝嶼的吉貝村在日治時期時稱為吉貝澳吉貝鄉，其中本棟建築為吉貝石滬特有「岸仔」構造、和七美雙心石滬的設計者之一「芭樂師」師傅林博與其家人的的舊住所，即該時代背景的地區性代表性人物，林博育有4子，長子林江德，二子林江西，三子林江河，老么林江進，其中林江西生於昭和10年(1935年)，年輕時曾返回吉貝定居，並在林宅教授漢文，陰德，另外戰後時期，此建築曾借前往澎湖防治霍亂，前澎湖縣衛生局局長之葉茂霖行醫落腳處，當時西側曾作為醫療事務所，東側是房間，中間廳廊兼作客廳及飯廳使用。
2005年，吉貝愛鄉協會開始負責整理已經閒置的林宅和修繕事宜。2013年，臺大漁村服務社在與愛鄉協會討論後，加入林宅整理工作，在2015年聯絡並完成前廳建築初步的修繕工程，2013年，吉貝林江西古宅獲澎湖縣政府文化局登錄為澎湖縣歷史建築，

## 建築設計
林江西古宅建築本體為傳統合院及西式廊柱騎樓之合璧建築，正身是傳統建築形式，於1910年代建造，樓仔厝則由林博長子林江德及其兄弟出資起造，為仿西式鋼筋水泥建築，其中建築立面有多種平面幾何花紋，浮雕圖案，裝飾元素豐富具澎湖民間藝術特色。